# Cheilosia thompsoni
Cheilosia thompsoni är en tvåvingeart som beskrevs av Barkalov och Cheng 2004. Cheilosia thompsoni ingår i släktet örtblomflugor, och familjen blomflugor. Inga underarter finns listade i Catalogue of Life.